# George Buist (cầu thủ bóng đá)
Alfred George Buist (1883 – sau 1907), hay George Buist, là một cầu thủ bóng đá người Anh có 83 lần ra sân ở Football League cho Lincoln City thi đấu ở vị trí thủ môn.